# Lupton Falls
Die Lupton Falls sind ein Wasserfall im Tongariro-Nationalpark im Zentrum der Nordinsel Neuseelands. Er liegt im Lauf eines Quellbachs des Mangateitei Stream am südwestlichen Ausläufer des Mount Ruapehu. Seine Fallhöhe beträgt 17 Meter. In unmittelbarer Nachbarschaft befinden sich die Waitonga Falls.
Von der Ohakune Mountain Road führt der Waitonga Falls Track in rund 45 Gehminuten in hauptsächlich östlicher Richtung zu den Waitonga Falls. Von dort aus leitet der Weg zur Lupton Hut an den Lupton Falls vorbei.